# Mithridatés VI. Pontský
Mithridatés VI., zvaný Eupatór Dionýsos (132 př. n. l. – 63 př. n. l.), byl králem Pontu v 1. století př. n. l. Pontos, který ležel na jižním pobřeží Černého moře, v dnešním severovýchodním Turecku, byl v této době největší a nejvlivnější říší Malé Asie.
Mithridatés VI. byl celkem šestkrát ženatý: poprvé roku 116 př. n. l. se svou sestrou, královnou Laodikou Pontskou (popravenou 90 př. n. l.); podruhé 88 př. n. l. s Monimou (zemřelou 71 př. n. l.), potřetí 86 př. n. l. s Bereniké z Chiosu (zemřelou 71 př. n. l.), počtvrté 86 př. n. l. se Stratoniké Pontskou (zemřelou 63 př. n. l.); popáté s neznámou ženou a pošesté s Hypsikrateou. Také měl značný počet konkubín.

## Situace před začátkem válek
Mithridates se nespokojil se zděděnou říší a využíval každé příležitosti k rozšíření vlády. Již v roce 110 př. n. l. získal Bosporské království rozkládající se na severním břehu Černého moře a na Krymu. Poté zaměřil pozornost na Malou Asii, kde se však jeho zájmy střetly se zájmy Římanů, kteří zde měli pevnou základnu již od roku 133 př. n. l. – provincii Asie.
K tomu, aby dosáhl svého záměru vytvořit mocnou helénistickou říši mu napomohla nestabilní politická situace ostatních maloasijských království: Kappadokie, Bithýnie, Paflagonie a Galatie. Kromě toho byli Římané vázáni v bojích s nebezpečnými germánskými kmeny Kimbrů a Teutonů. Po vypořádání se s touto hrozbou vypukla v Itálii nejprve válka se spojenci, poté došlo k občanské válce mezi dvěma politickými skupinami: optimáty, vedenými Luciem Corneliem Sullou, a populáry, v jejichž čele stál Gaius Marius.
Nejdůležitějším spojencem Mithridata v následujících válečných letech byl jeho zeť, arménský král Tigranes.

## První válka (88–84 př. n. l.)
Útokem na Bithýnii, Kappadokii a nakonec na provincii Asia začala v roce 88 př. n. l. první z celkem tří válek označovaných také jako mithridatské války. Vrcholem krutosti byl Mithridatův rozkaz povraždit všechny Římany a Italiky. Tento skutek (zavraždění 80 000 lidí) naznačuje, jak nenáviděná byla v Asii římská vláda kvůli drancování, jež prováděli výběrčí daní. Každopádně Mithridates byl vítán jako osvoboditel. Jeho vliv se rozšířil až do Řecka: Egejské ostrovy (s výjimkou Rhodu) a řecké obce (např. Athény) poslouchaly jeho rozkazy. Kvůli zamýšlenému vylodění v Itálii navázal dokonce kontakt s odbojnými Italiky.
V téže době došlo v Římě k občanské válce mezi vojevůdcem Luciem Corneliem Sullou, stoupencem strany optimátů, a Gaiem Mariem, vůdcem strany populárů. Sulla, který v rámci svého konzulátu získal vrchní velení v připravované válce proti Mithridatovi, byl svými protivníky sesazen a velení ve válce bylo předáno Gaiovi Mariovi. Sulla se však se situací nesmířil a vedl své vojsko z Capuy na Řím. Město bylo po pouličním boji dobyto a Sulla se pokusil uspořádat politiku ve městě podle svých představ. Krátce na to vytáhl, jak původně zamýšlel, se svými legiemi na východ proti Mithridatovi. Okamžitě po Sullově odchodu z Itálie se do Říma z Afriky vrátil Gaius Marius. Společně s Luciem Corneliem Cinnou převzali moc ve městě a rozpoutali teror proti stoupencům Sully. Brzy po nastoupení sedmého konzulátu však Gaius Marius v roce 86 př. n. l. zemřel. Oproti očekávání svých protivníků však Sulla nekapituloval, nýbrž se rozhodl vést válku s Mithridatem bez podpory Říma, na vlastní pěst. Po delším obléhání obsadil Athény. V roce 86 př. n. l. porazil vojsko Mithridata vedené vojevůdcem Archelaem u Chaironeie a v dalším roce u Orchomenu. Pak se přeplavil do Asie.

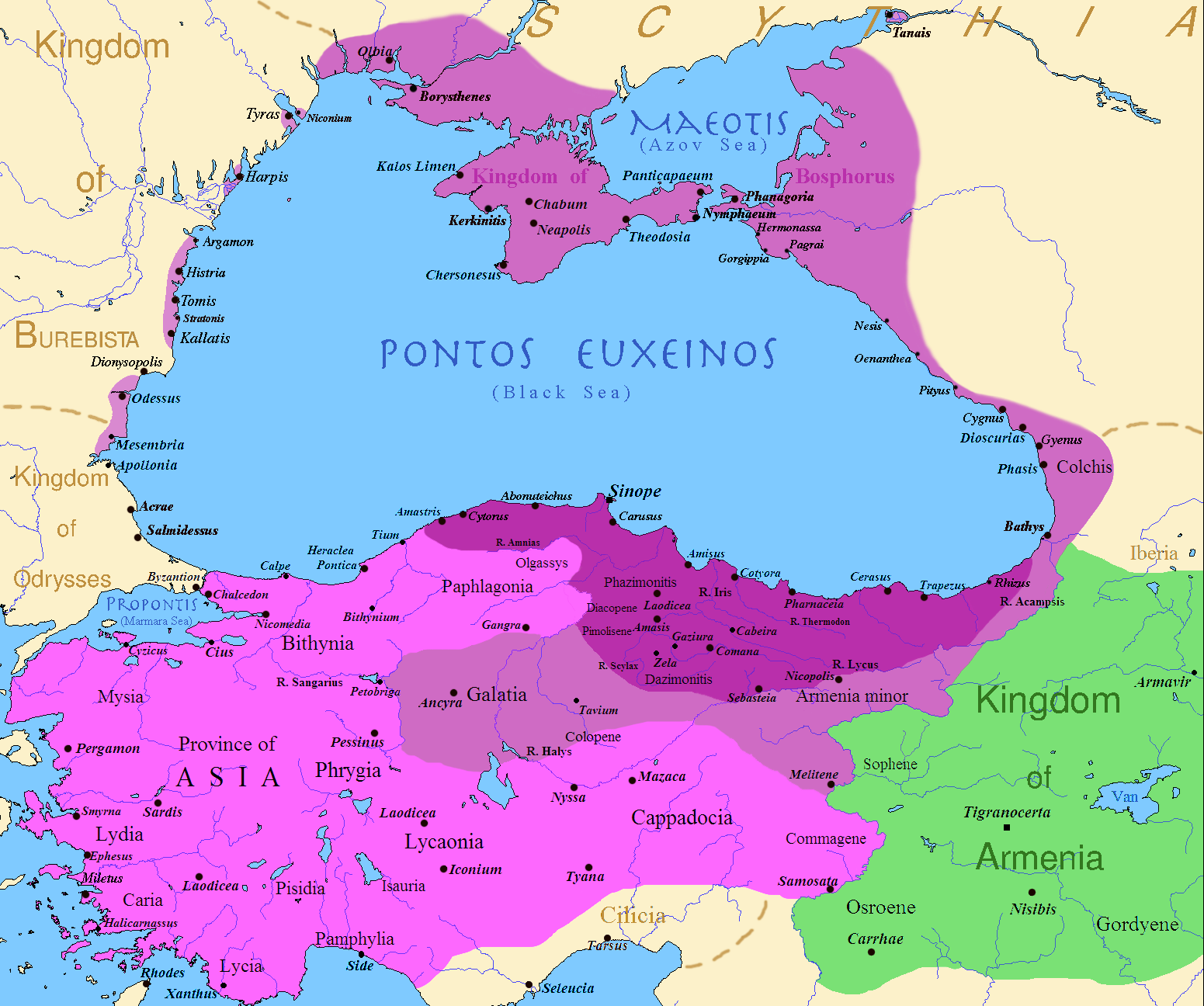
Mapa pontského království: Před vládou Mithridata Eupatora (tmavě fialová), po jeho dobyvačných výpravách (fialová), po první mithridatovské válce (růžová)

Zatím senát vyslal na východ Lucia Valeria Flacca, aby rovněž strana populárů ukázala svoji přítomnost v Asii. Flaccus měl pokud možno převzít velení nad Sullovým vojskem. To ale nebylo jeho prioritou, poněvadž se svými dvěma legiemi nemohl pět v boji zocelených Sullových legií ohrozit. Flaccus však byl vojáky usmrcen při otevřené vzpouře, kterou vyvolal jeho legát – Gaius Flavius Fimbria – který nesouhlasil s Flaccovým šetrným zacházením s civilním obyvatelstvem. Fimbria však nadále vedl válku pod vlajkou populárů a porazil stejnojmenného syna Mithridata VI. Král byl nucen uprchnout na Mytilene a byl donucen vést s Římany mírová jednání. Ta však selhala na králově odporu odstoupit Římanům Paflagonii. Fimbria se na to vydal drancovat provincii.
Současně se podařilo Luciovi Liciniovi Lucullovi (který byl Sullovým kvestorem) zvítězit v námořní bitvě u Tenedu. Sulla však pospíchal do Itálie a v roce 84 př. n. l. uzavřel s Mithridatem mír, v němž Mithridates musel vyklidit provincii Asii, vydat flotilu a zaplatit 3000 talentů. Sice směl nadále zůstat králem, ale jeho vláda byla omezena na Pontus. Sullovi se podařilo přivést na svou stranu Fimbriovy legie. Fimbria na to spáchal sebevraždu. Aby získal dostatek prostředků pro válku, ždímal Sulla naprosto nemilosrdně zlato z Řecka a Asie. V roce 83 př. n. l. přistál opět v Itálii a v následujícím roce ukončil úspěšně občanskou válku s máriovci. Obnovil vládu optimátů a v rámci proskripcí nechal zavraždit mnoho svých politických soupeřů.

## Druhá válka (83 –81 př. n. l.)
Dosavadní příměří bylo ve skutečnosti založeno na pouhé dohodě mezi Mithridatem a Sullou, nikdy nebylo ratifikováno senátem.
Mithridates, jenž musel po uzavření míru čelit revoltám v Kolchidě a na Krymu, nechal za tímto účelem vybudovat flotilu a připravit armádu. Tyto přípravy však pro svou důležitost bylo možné mylně interpretovat jako vedené proti Římu, tím spíše když Mithridatés zahálel s restitucí Kapadokie Ariobarzanovi I., což byla jedna z podmínek předchozí dohody. Jelikož podezříval svého generála Archelaa z toho, že učinil příliš mnoho ústupků Sullovi, uprchl Archelaos k Mureně a obvinil Mithridata z přípravy nové války proti Římanům.
Druhá válka s Mithridatem začala v roce 83 př. n. l. římskou invazí do Pontu, když se místodržitel Asie Lucius Licinius Murena (Sullův legát) toužící po slávě a kořisti svévolně rozhodl vést válku. Avšak Mithridates se mu úspěšně ubránil a po dvou letech bojů bylo v roce 81 př. n. l. obnoveno příměří.

## Třetí válka (74–63 př. n. l.)
Mithridates, zajištěný mírovou smlouvou s Římany, systematicky znovu vybudoval své mocenské postavení v Malé Asii a posílil vojsko a flotilu. Bithýnský král Nikomedes IV. žádal senát několikrát o pomoc, aby si zajistil své postavení před znovu se vzmáhajícím Pontem. Ještě před svou smrtí se bezdětný král rozhodl, že Řím zdědí jeho říši, což se nakonec stalo v roce 74 př. n. l.
Mithridates v reakci na to vpadl do Bithýnie, čímž zahájil třetí a poslední válku s Římem.
Luciu Liciniu Lucullovi bylo nyní jako konzulovi svěřeno velení ve válce a v letech 74 – 68 př. n. l. dosáhl řady významných úspěchů. V roce 74 př. n. l. porazil Lucullus Mithridata, který pak musel uprchnout do Arménie ke svému zeti, králi Tigranovi. V mezidobí se staral o zlepšení situace vydrancované Asie, což mu vyneslo na jedné straně vděčnost jejích obyvatel, na druhé straně nenávist a zlobu výběrčích daní a vlivných kruhů v Římě. Lucullus nejprve odmítl Mithridata pronásledovat a podrobil si celou pontskou říši. Následně ale obnovil pronásledování krále a vpadl do Arménie. Proti Tigranovi z Arménie dosáhl Lucullus opět skvělých vítězství, navzdory tomu, že jeho soupeř měl nad ním leckdy i dvacetinásobnou převahu. Arménské hlavní město Tigranocerta v roce 69 př. n. l. padlo s netušenými poklady do rukou Římanů.
V roce 68 př. n. l. nastal v Lucullově válečné štěstěně obrat: jeho legie se vzbouřily a zamezily mu tak v dalším postupu na východ. Mithridates a Tigranes využili Lucullova svízelného postavení a chopili se opět iniciativy. Během Lucullova ústupu z Arménie porazil Mithridat u Zely v Pontu Lucullova legáta Caia Valeria Triaria. Rovněž v Římě byli Lucullovi nepřátelé aktivní a zbavili ho velení ve válce. Pasivita Lucullova nástupce Glabria umožnila Mithridatovi bez překážky znovu získat vládu nad Pontem, odkud ho kdysi Lucullus vypudil. Kromě toho ohrožovali nyní opět oba králové provincii Asii. Taková byla situace v roce 66 př. n. l.

## Mithridatova smrt
Římané nyní požadovali schopného vojevůdce, který by konečně porazil Mithridata. Za takového byl tribunem lidu Maniliem a praetorem Ciceronem vybrán Gnaeus Pompeius – vítěz z Hispánie. Pompeius své příznivce nezklamal: Mithridates byl definitivně sražen na kolena a vyhnán z Pontu . V roce 63 př. n. l., poté, co se proti němu postavil i jeho syn Farnakés, spáchal sebevraždu. Traduje se, že byl imunní vůči jedu, který ze strachu z úkladné vraždy po léta užíval v malých, ale rostoucích dávkách. Nejprve se pokusil otrávit, ale protože si od mládí navykl požívat protijedy, účinek jedu nebyl dostatečný, a proto musel požádat svého sluhu, aby mu zasadil smrtící úder mečem. Pompeius následně nově uspořádal římskou vládu nad celým orientem: Pontos, Kilíkie a Sýrie se staly římskými provinciemi, Arménie, Judsko, Kolchida, Kappadokie a říše Galatů se staly závislými klientskými královstvími.